# Ptychidio
Genre
Ptychidio est un genre de poissons téléostéens de la famille des Cyprinidae et de l'ordre des Cypriniformes. Ce genre est endémique à la Chine.

## Liste des espèces
Selon FishBase (20 novembre 2016) :
- Ptychidio jordani Myers, 1930
- Ptychidio longibarbus Chen & Chen, 1989
- Ptychidio macrops Fang, 1981